# Списак највиших зграда у Црној Гори
Највиших зграда у Црној Гори нема превише, али се већина њих налази у Подгорици и осталим већим градовима.

## Највише зграде
Списак највиших зграда у Црној Гори. У списку наведене су само зграде чија је изградња завршена.
| Ранг | Име       | Локација  | Висина у метрима | Спратност | Година изградње | Напомене |
| ---- | --------- | --------- | ---------------- | --------- | --------------- | -------- |
| 1    | Солитер 1 | Подгорица | 54               | 16        |                 |          |
| 1    | Солитер 2 | Подгорица | 54               | 16        |                 |          |
| 1    | Солитер 3 | Подгорица | 54               | 16        |                 |          |
| 1    | Солитер 4 | Подгорица | 54               | 16        |                 |          |
| 1    | Солитер 5 | Подгорица | 54               | 16        |                 |          |